# Enterozyt
Ein Enterozyt (von gr. έντερον „Darm“ und κύτος „Zelle“; im Deutschen auch Saumzelle) ist die weitaus häufigste Zelle des Dünndarmepithels und als solche für die Resorption unterschiedlicher Stoffe aus der Nahrung zuständig. Enterozyten befinden sich auch im Dickdarm. Ein Enterozyt ist eine hochprismatische Epithelzelle mit etwa 20 μm Höhe und einer charakteristischen, apikalen Bürstensaummembran mit etwa 1 μm langen Mikrovilli. Diese bewirken eine enorme Vergrößerung der Oberfläche und ermöglichen dadurch die resorptiven Fähigkeiten.

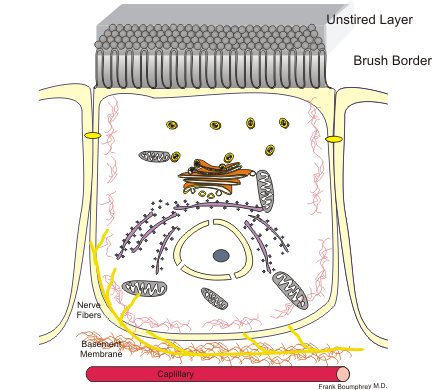
Enterozyt, fehlerhafte schematische Darstellung (hier isoprismatische; eigentlich hochprismatische Epithelzelle)

Gegen das Lumen sind die Enterozyten von einer ungefähr 500 nm dicken Glykoproteinstruktur, der Glykokalix, umgeben. Untereinander sind sie durch tight junctions verbunden, die eine dichte Barriere gegen das Darmlumen darstellen. Sowohl in der apikalen, als auch in der basalen Membran befinden sich für den aktiven Transport notwendige Proteine.
Zu den vielfältigen Aufgaben der Enterozyten zählen:
- Resorption kleinmolekularer Nahrungsbestandteile (Zucker, Aminosäuren, Fette bzw. Fettsäuren, Vitamine),
- aktiver Ionentransport (z. B. Natrium, Calcium, Magnesium, Eisen),
- Wasseraufnahme,
- Resorption von Gallensäuren (enterohepatischer Kreislauf),
- Sekretion von Immunglobulinen (IgA).

Um den Stofftransport durch die Zelle zu ermöglichen, verfügen Enterozyten über zahlreiche spezialisierte Membranproteine, wie z. B. Hephästin und Ferroportin.

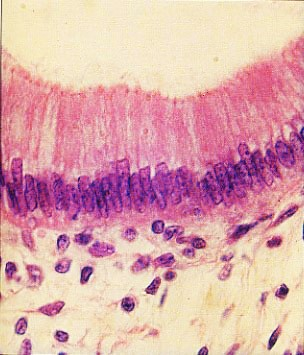
Enterozyten in Hämatoxylin-Eosin-Färbung. Das Zytoplasma ist in hellrosa gefärbt und Zellkerne sind blau gefärbt. Im apikalen Pol dieser Zellen wird der Bürstensaum sichtbar.

Enterozyten können einen Großteil ihrer Energie über von Probiotika produziertes Butyrat beziehen. Diese Alternative der Energiebereitstellung wird über eine ballaststoffreiche Nahrung begünstigt, deren wasserlösliche Ballaststoffe (z. B. Pektin, Inulin) als Nährstoff für die Darmbakterien dient.